# Barnard 213
Barnard 213 – ciemna mgławica znajdująca się w gwiazdozbiorze Byka w odległości 450 lat świetlnych. Została skatalogowana przez astronoma Edwarda Barnarda w jego katalogu pod numerem 213. Należy do Obłoku Molekularnego w Byku.
Mgławica Barnard 213 stanowi część tego samego włókna co Barnard 211, jednak obie mgławice znajdują się na różnym etapie ewolucji. Wspólnie wstęga ta rozciąga się na przestrzeni 10 lat świetlnych. W jej środku są ukryte zarówno nowo powstałe gwiazdy, jak też gęste obłoki gazu w stadium blisko zapadnięcia się i uformowania kolejnych gwiazd. Barnard 213 uległ już fragmentacji formując gęste jądra. Jądra te tworzą jasne węzły pyłu, które wskazują, że proces formowania gwiazd już się rozpoczął.